# Джованні Ардуїно
Джованні Ардуїно (16 жовтня 1714, Каприно-Веронезе — 21 березня 1795, Венеція) — італійський геолог, відомий як «батько італійської геології».

## Біографія

Джованні Ардуїно

Народився 16 жовтня 1714 року в Каприно-Веронезе (Італія).
Досліджував геологію південних Альп. Він був першим відомим гірничим інженером, хто запропонував тричленний поділ геологічної історії Землі на періоди — первинний (допотопний), вторинний (потопний), третинний (післяпотопний) і вулканічний, або четвертинний.